# Airbus Military
Airbus Military war eine Geschäftseinheit von EADS. Sie bestand seit dem 15. April 2009 und ging 2014 im Rahmen der Zusammenlegung mit Cassidian und Astrium in Airbus Defence and Space auf.

## Geschichte
Der Vorgänger Airbus Military Company S.A.S. (AMC) wurde im Januar 1999 als Airbus-A400M-Projektgesellschaft gegründet.
Vor der Ausführung des Produktionsvertrages wurde das Unternehmen im Mai 2003 als Airbus Military S. L. (AMSL) neu strukturiert.
Im Jahr 1999 wurde die Construcciones Aeronáuticas S.A. (CASA) in den EADS-Konzern (European Aeronautic Defence and Space Company) eingegliedert.
In Spanien wurde sie weiterhin als EADS-CASA bezeichnet. Der EADS-CASA Geschäftsbereich Military Transport Aircraft Division (MTAD) war weiterhin für die Entwicklung, die Produktion und den Vertrieb der leichten- und mittleren Transport- und Mehrzweckflugzeuge innerhalb des EADS-Konzerns verantwortlich.
Am 16. Dezember 2008 gab EADS bekannt, dass die Military Transport Aircraft Division (MTAD) und Airbus Military S.L. (AMSL) als neue Geschäftseinheit in der Airbus S.A.S. integriert werden.
Zum Februar 2009 wurde Domingo Ureña-Raso zum Vorsitzenden und CEO von Airbus Military ernannt. Nach Verzögerungen und Qualitätsproblemen beim Bau der A400M wurde er im Januar 2015 durch Fernando Alonso Fernández abgelöst.
Zum 1. Januar 2014 wurden die EADS Sparten Airbus Military, Astrium und Cassidian zur neuen Airbus Defence and Space zusammengeführt.

## Standorte
- Madrid; Firmensitz
- Getafe; Umrüstung zu A310 MRTT bzw. A330 MRTT Mehrzweck-, Transport- und Tankflugzeugen
- San Pablo bei Sevilla; Endfertigung der A400M, C-212, CN-235 und C-295

## Flugzeuge
- Airbus A310-300 MRT/MRTT
- Airbus A330 MRTT
- Airbus A400M
- CASA C-212
- CASA CN-235
- CASA C-295
- PZL-130

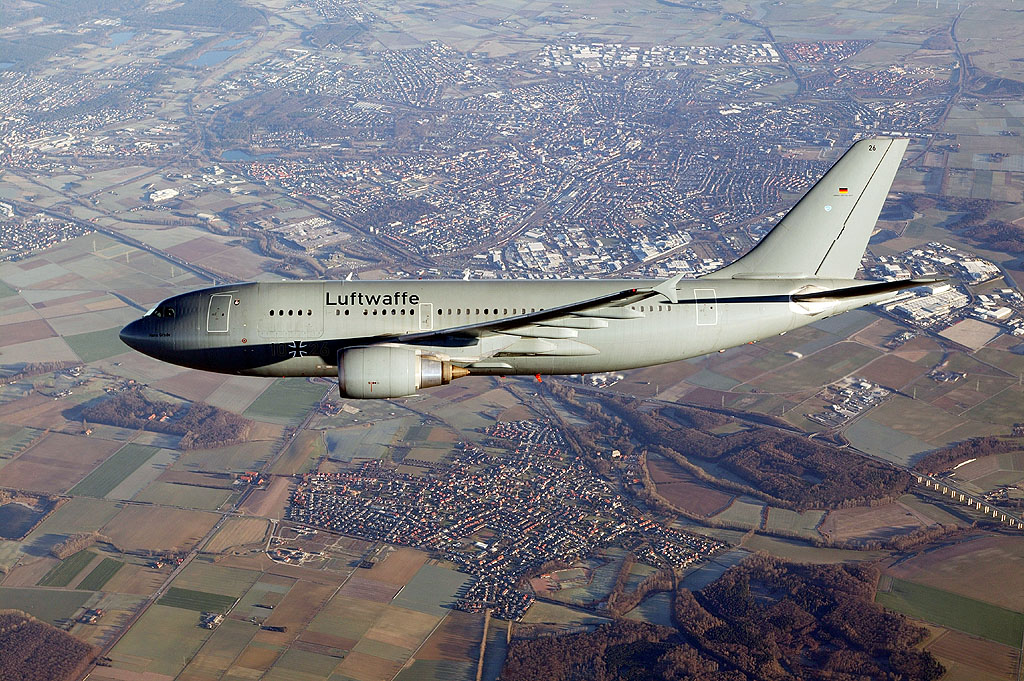
Airbus A310 MRT
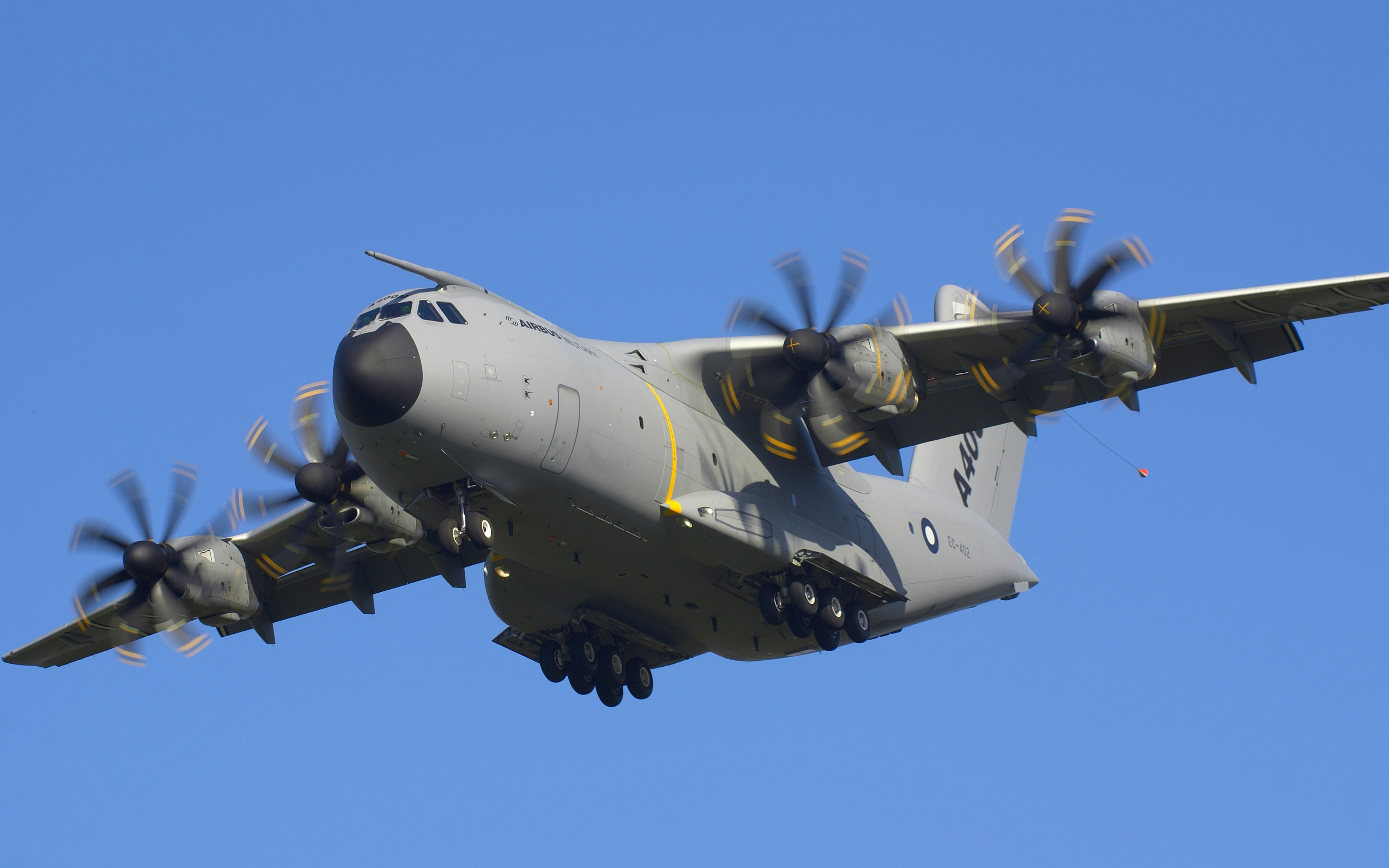
A400M
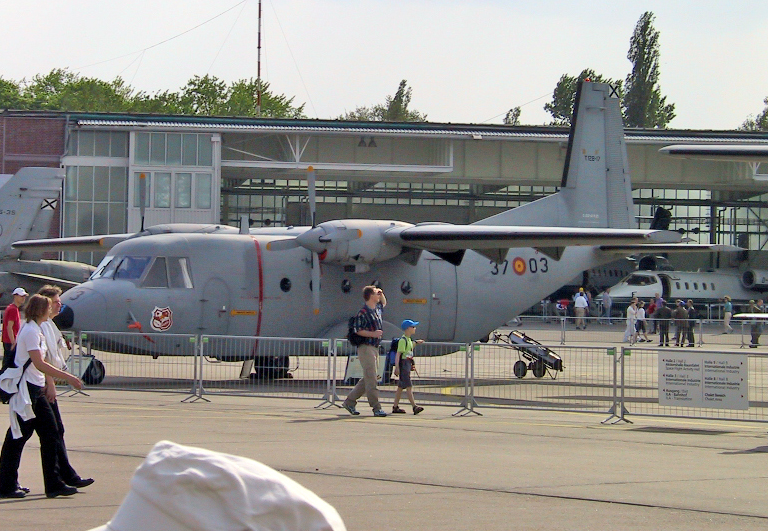
CASA C-212
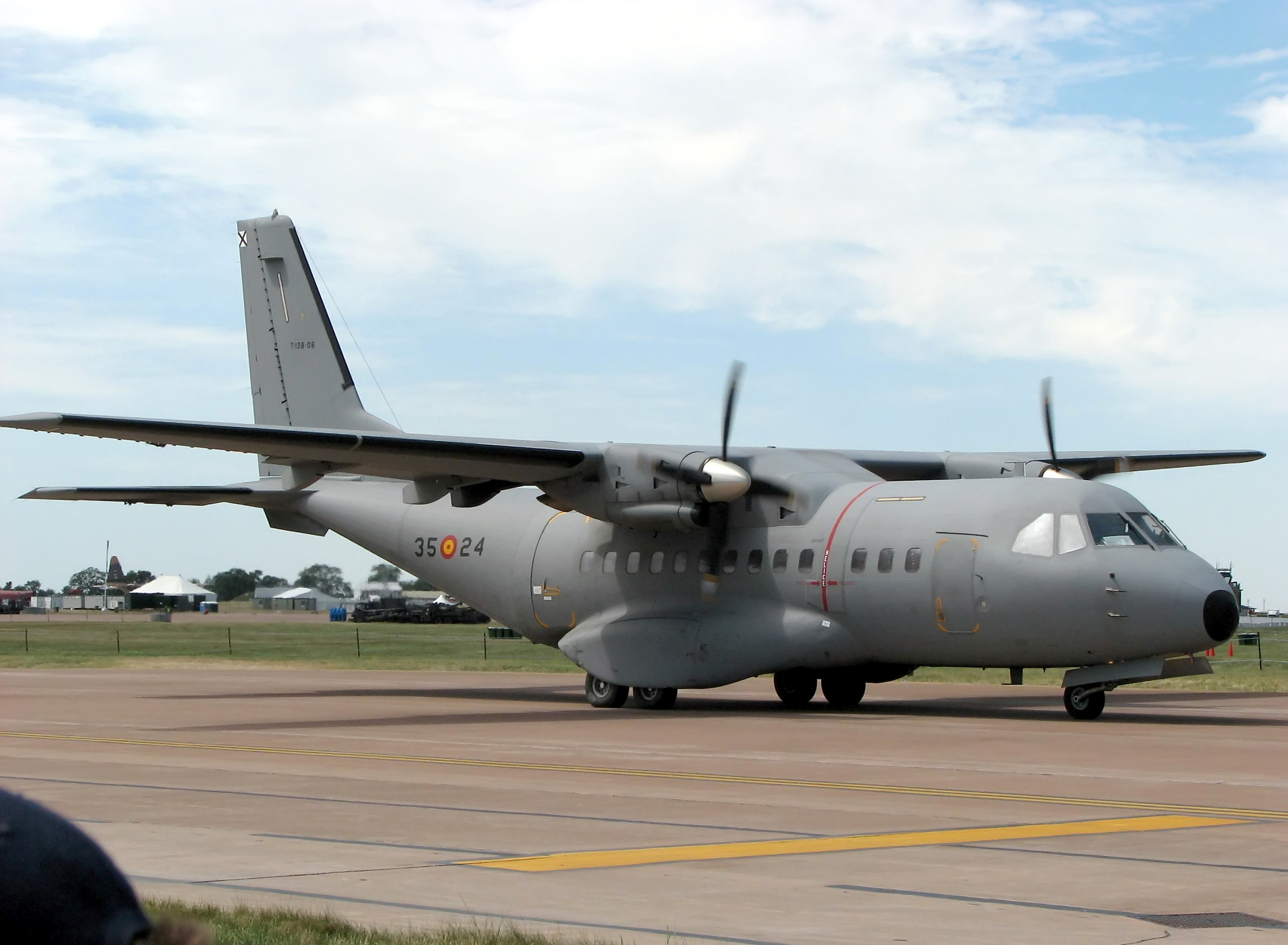
CASA C-235
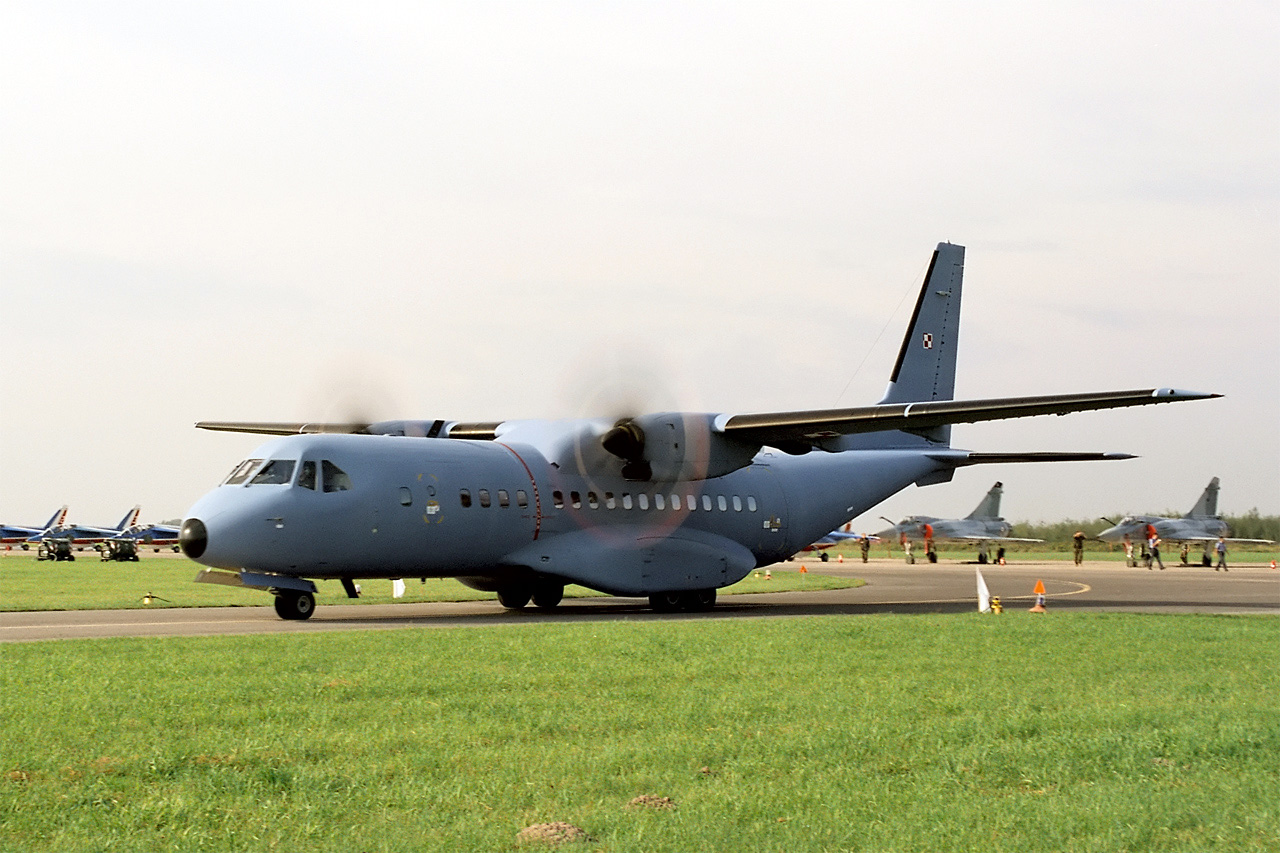
CASA C-295
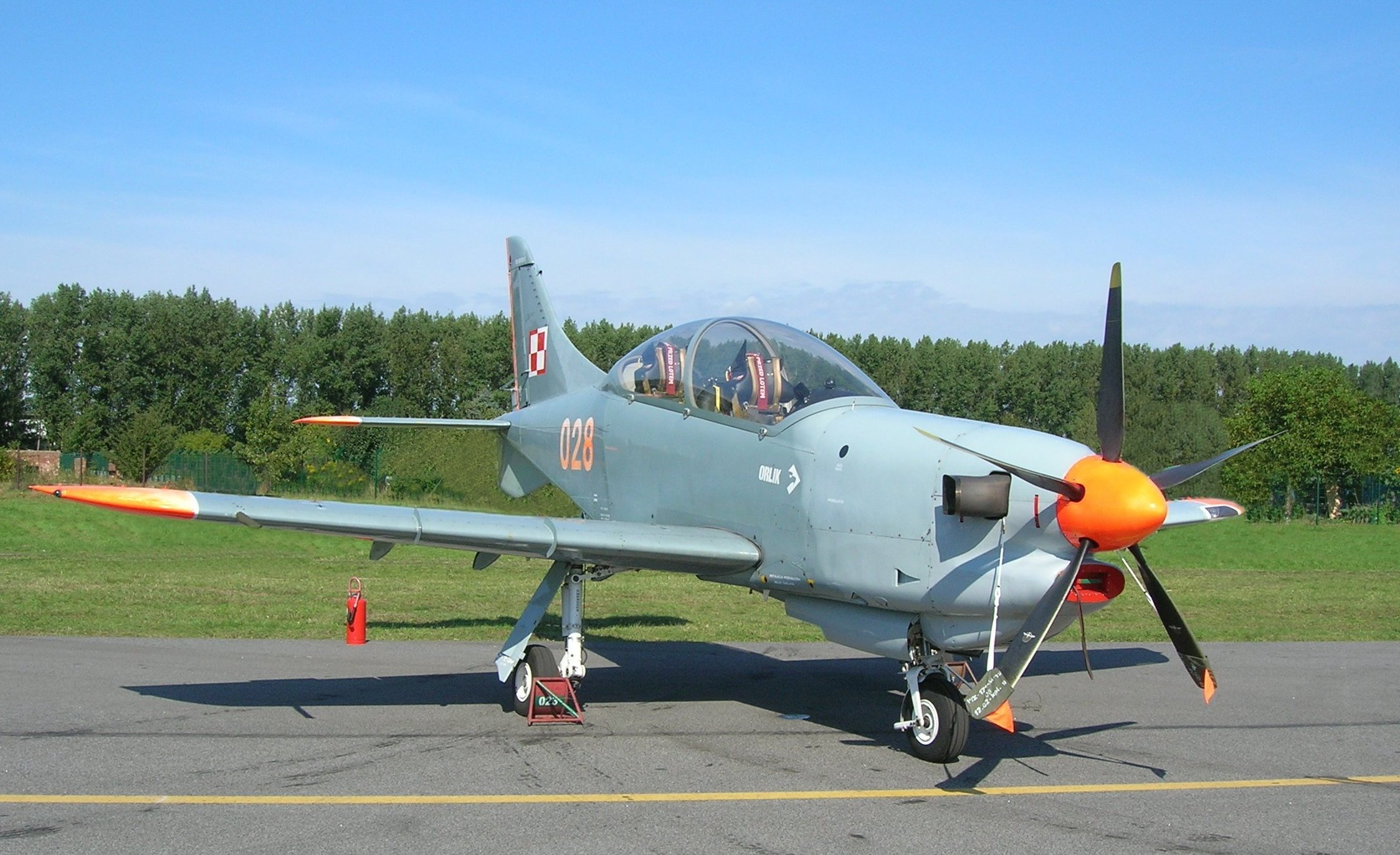
PZL-130 Orlik